# Jamesbrittenia breviflora
Jamesbrittenia breviflora är en flenörtsväxtart som först beskrevs av Rudolf Schlechter, och fick sitt nu gällande namn av O.M. Hilliard. Jamesbrittenia breviflora ingår i släktet Jamesbrittenia och familjen flenörtsväxter. Inga underarter finns listade i Catalogue of Life.